# Cassiope fujianensis
Cassiope fujianensis är en ljungväxtart som beskrevs av L.K. Ling och G.S. Hoo. Cassiope fujianensis ingår i släktet kantljungssläktet, och familjen ljungväxter. Inga underarter finns listade i Catalogue of Life.